# Троицкая церковь (Луговое)
Церковь в честь Живоначальной Троицы — приходская церковь в селе Луговое Железнодорожного района городского округа Ульяновска. Памятник архитектуры.

## История
Впервые Троицкая церковь в селе Грязнуха (в 1964 г. переименовали в с. Луговое, в 1988 г. село передано в административное подчинение города Ульяновска), была построена в конце XVII века. В 1792 году был построен каменный храм. В 1889 году были перестроены трапеза и колокольня. Престолов в ней было три: главный (холодный) во имя Живоначальной Троицы, в трапезе (тёплый), северный, во имя Архистратига Божия Михаила, а в южном — во имя Святителя и Чудотворца Николая. К приходу Троицкой церкви относилась Крестовоздвиженская церковь села Анненково. Причт состоял из священника, дьякона и псаломщика. При Троицкой церкви существовала школа иконописи.
Данный объект включён в список выявленных объектов культурного наследия Распоряжением Главы администрации Ульяновской области 29.07.1999 г. № 959-р. Собственника и пользователя у данного объекта нет.
В 30-е годы XX века Троицкая церковь была разрушена почти до основания. До сего времени сохранилась лишь одна стена храма. В 2011 году, местными жителями, рядом был построен небольшой храм с одноименным названием, который в 2012 году был освящён протоиереем Николаем Головиным.

## Духовенство
- псаломщик Александр Венедиктович Тресвятский (с 22.06.1904 до 12.02.1906) и с 11.05.1925 до начала 30-х годов — священником[8].
- диакон Сергей Теодорович Аверин (с 26.01.1925 до 3.04.1930 года, осуждён тройкой ПП ОГПУ СВК по ст. ст. 58-11, 58-13 УК РСФСР к 10 годам лишения свободы. В 1937 году проживал в г. Ульяновске)[9].